# Дорен (Нордхајде)
Дорен (њем. Dohren) општина је у њемачкој савезној држави Доња Саксонија. Једно је од 42 општинска средишта округа Харбург. Према процјени из 2010. у општини је живјело 1.099 становника. Посједује регионалну шифру (AGS) 3353006.

## Географски и демографски подаци
Дорен се налази у савезној држави Доња Саксонија у округу Харбург. Општина се налази на надморској висини од 54 метра. Површина општине износи 12,2 km². У самом мјесту је, према процјени из 2010. године, живјело 1.099 становника. Просјечна густина становништва износи 90 становника/km².